# Самуел Решевски
Самуел Херман Решевски (на английски: Samuel Herman Reshevsky; на полски: Szmul Rzeszewski – Шмул Жешевски) е американски шахматист, гросмайстор от 1950 г. Шампион е на Съединените щати седем пъти и губи плейофен мач за титлата през 1973 г. Кандидат е за световната титла три пъти (1948, 1953 и 1968). Автор на шахматни книги.

## Живот
Решевски се научава да играе шахмат на четиригодишна възраст и скоро е провъзгласен за дете-чудо. Вече на осем години побеждава с лекота образовани шахматисти и провежда сеанси. През ноември 1920 г. родителите му се местят в САЩ, където разкриват таланта на своето дете. Решевски участва на турнира в Ню Йорк през 1922 г.
Като възрастен обаче, Решевски никога не става професионален шахматист. Той временно оставя шахмата, за да учи в Чикагския университет, който завършва през 1923 г. със специалност счетоводство. Изхранва себе си и семейството си, работейки като счетоводител. През 1941 г. се жени за Норма Миндик, от която има три деца.

## Шахматна кариера
Решевски е победител в първенството на САЩ през 1936, 1938, 1940, 1942, 1946, 1969 и 1970 г. Той също спори за титлата през 1972 г., но губи плейофния мач през 1973 г. от Робърт Бърн. Решевски държи рекордите на първенството за: най-много заети трети места - 15, най-много изиграни партии - 269 и най-много спечелени партии - 127.
Решевски спечелва Откритото първенство на САЩ през 1931 г. в Тълса. и поделя титлата с Рубен Файн през 1934 г. в Чикаго. Международната кариера на Решевски започва през 1935 г. с пътуване до Англия, където спечелва турнира в Ярмаут с 10/11. . След това заема първо място в Маргейт, където побеждава бившия световен шампион Хосе Раул Капабланка. .
Година по-късно поделя трето място на турнира в Нотингам през 1936 г. През 1937 г. поделя първо място в Юрмала, Латвия, а през 1938 г. поделя четвъртата позиция в турнира АВРО в Холандия, където участват осемте най-силни шахматисти в света. Решевски печели своето трето открито първенство на САЩ в Бостън през 1944 г. 
Решевски е сериозен кандидат за световната титла от средата на 30-те до средата на 60-те години на 20 век. Той е сред петте гросмайстори, състезаващи се за отличието в Хага/Москва през 1948 г. и завършва на трето място с Паул Керес, зад Михаил Ботвиник и Василий Смислов.
През 1950 г. Решевски е награден от Световната федерация по шахмат (ФИДЕ) с гросмайсторско звание. Въпреки че отговаря на изискванията, той не участва в турнира на кандидатите в Будапеща. Предполага се, че е възпрян за участие от Държавния департамент на САЩ, заради Студената война  и това предположение се поддържа от факта, че друг подходящ и активен играч от страна в НАТО, Макс Еве от Холандия, също не участва в турнира. Но през 1991 г. Решевски казва, че решението да не отиде, е било негово.  Следващият турнир на кандидатите в Цюрих през 1953 г., е вероятно най-добрия му шанс да се класира за мач за световната титла, но завършва на второ място с Давид Бронщайн и Керес, зад Смислов. Американецът се класира за още един турнир на кандидатите през 1971 г., но губи последвалия четвъртфинал от Виктор Корчной на следващата година.
През 1952 г. Ню Йорк е домакин на първите осем партии на неофициалния мач за титлата „Шампион на свободния свят“ между Решевски и полско-аржентинския гросмайстор Мигел Найдорф. Допълнителни пет партии са изиграни в град Мексико и още пет в Сан Салвадор. Решевски печели мача с 11-7 т. На следващата година се провежда мач реванш в Буенос Айрес, в който американецът отново е победител с 9½–8½ т.
Освен успехите му в първенствата на САЩ, сред най-важните турнирни успехи на Решевски се нареждат Сиракуза (1934), Хейстингс (1937-38), Ленинград/Москва (1939), Холивуд (1945 на панамериканското първенство), Ню Йорк (1951 на Мемориал „Maurice Wertheim“), Хавана (1952), Ню Йорк (1956), Далас (1957), Хайфа/Тел Авив (1958), Буенос Айрес (1960), Нетаня (1969) и Рейкявик (1984 в оупън турнира на възраст от 72 години).
Решевски се състезава сериозно или най-малкото полу-редовно до смъртта си през 1992 г. Той побеждава своя стар противник Смислов в турнирна партия през 1991 г.